# باسنره

باسنره شهری در شهرستان پورا در استان باله در بورکینافاسوی جنوبی است و جمعیت آن ۳۸۶ نفر است.